# Puente de la Vía
Puente de la Vía är en ort i Mexiko.   Den ligger i kommunen Lázaro Cárdenas och delstaten Michoacán de Ocampo, i den södra delen av landet, 400 km väster om huvudstaden Mexico City. Puente de la Vía ligger 39 meter över havet och antalet invånare är 645.
Terrängen runt Puente de la Vía är platt åt sydost, men åt nordväst är den kuperad. Terrängen runt Puente de la Vía sluttar söderut.  Närmaste större samhälle är Lázaro Cárdenas, 5,2 km sydost om Puente de la Vía. Omgivningarna runt Puente de la Vía är en mosaik av jordbruksmark och naturlig växtlighet.